# Sporle
Sporle – wieś w Anglii, w Norfolk. W 2016 miejscowość liczyła 784 mieszkańców. Sporle jest wspomniana w Domesday Book (1086) jako Esparlai/Esparle(a)/Sparle(a).